# Стеббинс (лунный кратер)
Кратер Стеббинс (лат. Stebbins) — большой древний ударный кратер в северном полушарии обратной стороны Луны. Название присвоено в честь американского астронома Джоуэла Стеббинса (1878—1966) и утверждено Международным астрономическим союзом в 1970 г. Образование кратера относится к донектарскому периоду.

## Описание кратера
Кратер Стеббинс перекрывает северную-северо-восточную часть вала огромного кратера Биркхоф. Другими ближайшими соседями кратера являются кратер Зоммерфельд на западе; кратер Кирквуд на западе-северо-западе; кратер Гиппократ на севере и кратер Вант-Гофф на востоке-юго-востоке. Селенографические координаты центра кратера 64°22′ с. ш. 142°38′ з. д. / 64,36° с. ш. 142,64° з. д., диаметр 129,7 км, глубина 2,9 км.
Кратер Стеббинс имеет полигональную форму и значительно разрушен. Вал сглажен, северо-западная часть вала перекрыта крупным сателлитным кратером Стеббинс U. Внутренний склон вала террасовидной структуры, северо-западная часть склона перекрыта остатками крупного кратера. Высота вала над окружающей местностью достигает 1650 м, объём кратера составляет приблизительно 18500 км³. Дно чаши кратера сравнительно ровное, в северной части находятся несколько небольших кратеров. Массивный округлый центральный пик несколько смещен к северу от центра чаши.

## Сателлитные кратеры
| Стеббинс | Координаты                                              | Диаметр, км |
| -------- | ------------------------------------------------------- | ----------- |
| C        | 67°22′ с. ш. 134°01′ з. д. / 67,36° с. ш. 134,01° з. д. | 46,9        |
| U        | 64°55′ с. ш. 148°07′ з. д. / 64,91° с. ш. 148,11° з. д. | 44,4        |

- Образование сателлитного кратера Стеббинс C относится к позднеимбрийскому периоду[1].
- Образование сателлитного кратера Стеббинс U относится к нектарскому периоду[1].